# Колонела
Колонела (итал. Colonnella) је насеље у Италији у округу Терамо, региону Абруцо.
Према процени из 2011. у насељу је живело 1179 становника. Насеље се налази на надморској висини од 249 м.

## Становништво
| 1931. | 1936. | 1951. | 1961. | 1971. | 1981. | 1991. | 2001. | 2011. |
| ----- | ----- | ----- | ----- | ----- | ----- | ----- | ----- | ----- |
| 4.872 | 4.973 | 4.044 | 3.307 | 3.013 | 3.150 | 3.098 | 3.272 | 3.768 |